# النشوة المادية
النشوة المادية (بالفرنسية: L'Extase matérielle) هو مقال تأملي فلسفي من تأليف الكاتب الفرنسي الحائز على جائزة نوبل في الأدب جان ماري غوستاف لو كليزيو. نُشر لأول مرة سنة 1967 عن دار غاليمار للنشر الفرنسية. يُعد هذا النص من أبرز أعماله الفكرية غير الروائية، حيث يتقاطع فيه البُعد الفلسفي مع التجربة الحسية والكتابة الشعرية. ويُنظر إليه بوصفه تعبيرًا مبكرًا عن فكر لو كليزيو المنفتح على العالم بوصفه تجربة مادية ووجودية تتجاوز الطرح العقلاني التقليدي.

## محتوى النص
لا يعتمد النص على أطروحة منهجية أو سرد متسلسل، بل يُبنى وفق أسلوب الكتابة التداعية الحرة، التي تُمكّن الكاتب من الانغماس التام في ما هو محسوس وواقعي. فلو كليزيو في هذا النص لا ينشغل بما يجب أن يكون، بل ينصرف إلى ما هو كائن، ملموس، حاضر في الجسد والوعي في آنٍ واحد.
يركز النص على تجربة الجسد في علاقته بالعالم، وينظر إلى "المادة" من زاوية حسّية لا عقلانية. فهو لا يرى في المادة شيئًا منفصلًا عن الذات، بل امتدادًا لها، وأفقًا لتجربتها القصوى في الإدراك والتلقي.. يقول لو كليزيو في إحدى فقرات النص: "ما من شيء غائب يمكن أن يناديني. فقط ما هو حاضر. الحاضر كله. العالم بما فيه. النور. المادة. ما يمكن لمسه. لا شيء مما في الرأس."

## الخلفية الفلسفية
يرتبط مضمون المقال برؤية فلسفية تنزع إلى **تفكيك ثنائية الجسد والعقل** التي رسّختها الفلسفة الغربية منذ ديكارت. فلو كليزيو ينتمي في هذا التصور إلى تقليد فلسفي قريب من فلسفة موريس ميرلوبونتي في كتابه فينومينولوجيا الإدراك، والذي يعلي من شأن الجسد كوسيط للمعنى والمعرفة.
كما يُقارن النص أحيانًا بأعمال أنطونين أرتو، خاصة في احتفائه بالجسد كأداة للكتابة والوجود.
في هذا السياق، يرى بعض النقاد العرب أن لو كليزيو في "النشوة المادية" يُبشّر بنمط من الكتابة الجسدية التي تنبع من تلاحم الحواس مع المادة، في نوع من **الحسية الطاهرة** التي تتحدى الإطار الذهني المجرد.

## التلقي النقدي
رغم أن "النشوة المادية" ليست من بين أعمال لو كليزيو الأكثر شهرة، إلا أنها شكلت نواة لفكره الأدبي والفلسفي اللاحق، واعتُبرت تمهيدًا لتحولاته الكبرى نحو أدب الشعوب الأصلية، والطبيعة، والعيش البسيط. الناقد الفرنسي روجيه كايوا كتب في سنة 1968 عن النص قائلاً: "لو أن كليزيو لا يكتب عن العالم، بل يكتب من داخل العالم، وكأن جسده هو الذي يرى، لا عقله."كما تناولت الباحثة المغربية فاطمة الزهراء بلحاج النص في دراسة تحليلية أكدت فيها أن لو كليزيو يقترح في هذا المقال جمالية جديدة للمادة، تحرر الذات من الانغلاق الذهني وتُعيد صلتها بالعالم الحي.ويشير الباحث المغربي عبد الكبير الشرقاوي إلى أن هذا النص يؤسس لـ"أنطولوجيا للمادة"، حيث يصبح الإحساس بالحرارة، الضوء، والروائح، جزءًا من بناء المعنى الأدبي نفسه.كما يرى عبد الله إبراهيم أن "النشوة المادية" تمثل لحظة مفصلية في الحداثة الأدبية، لأنها تؤسس لسرد غير عقلاني، يندمج فيه الجسد مع العالم في تجربة كونية مفتوحة.